# Die Ermordung des Herzogs von Guise
Die Ermordung des Herzogs von Guise ist ein französischer Historienfilm aus dem Jahr 1908 über die Umstände des Todes von Henri I. de Lorraine, duc de Guise.

## Produktion
Der Stummfilm war einer der ersten und erfolgreichsten Filme, die von den Brüdern Paul und Léon Laffitte bzw. deren Filmproduktionsgesellschaft Le Film d’Art produziert wurden. Ihr Ziel war es, qualitativ hochwertige und künstlerisch anspruchsvolle Filme zu produzieren. Für das Drehbuch engagierten sie den namhaften Schriftsteller Henri Lavedan. Für die Filmmusik gewannen sie Camille Saint-Saëns, den damals wohl berühmtesten lebenden Komponisten Frankreichs. Charles Le Bargy von der Comédie-Française und André Calmettes vom Odéon übernahmen die Regie. Weitere bekannte Schauspieler rundeten die hochkarätige Besetzung ab. Die Kostümierung und Art der Aufführung lehnte sich eng an die Tradition des französischen Theaters an. Das Spiel der Akteure ist auch tatsächlich auffallend zurückhaltend. Übertrieben wirkende Theatralik, wie sie noch in früheren Filmen des Genres üblich war, fehlt fast gänzlich. Die Darstellung der historischen Figuren wird auf eine neue, realistischere Weise auf die Leinwand gebracht. Für diese Leistung stehen vor allem die Schauspieler, die mit ihrer namentlichen Nennung auf dem Filmplakat nach dem heute noch gängigen Modell den Film bewerben. Alles in allem stellte es für die einstigen Kinobesucher eine Sensation dar, einen Film in dieser Ausstattung sehen zu können.
Für die damalige Zeit erreicht der Film eine überdurchschnittliche Spieldauer von ungefähr 15 Minuten. Das erhaltene Negativ mit dem gegenüber dem Filmplakat geänderten Titel „La Mort du Duc de Guise“ ist jedoch etwa 80 Sekunden kürzer und endet abrupt. Bei neueren gemeinsamen Aufführungen von Film und Begleitmusik, die auch Vor- und Abspann untermalt, wird an dieser Stelle, je nach Neigung der Aufführenden, eine kleine Pause gemacht. Der Änderung des Titels ist vielleicht damit zu erklären, dass der Film 1912 und 1916 erneut wiederveröffentlicht wurde und zu einem dieser Anlässe eine neue Titelkarte aufgenommen wurde.
Obwohl nur mit neun Einstellungen gedreht, die in der Inszenierung eher theatralisch als filmisch wirken, enthält er bereits Ansätze zukünftiger cineastischer Erzähltechniken, wie die Schuss-Gegenschuss-Schnittfolge in der dritten Szene. Die Kamera wird ab dem Zeitpunkt, als der Herzog auf seine Mörder trifft bis zum Todesstoß mitgeführt. Sie folgt dabei den Bewegungen der Hauptfigur in fünf verschiedenen Einstellungen, durch drei separate Räume und zurück. Auch wenn das pantomimenhafte Spiel der Darsteller und die starre Kamera unübersehbar beweisen, dass der Film an Inszenierung und Schauspiel ganz andere Anforderungen stellt als das Theater, war dieser Film ein Meilenstein der Filmgeschichte.

### Filmmusik
Ein besonderer Glanzpunkt war die eigens für den Film komponierte Begleitmusik von Saint-Saëns. Vielleicht ist es nicht das erste Beispiel für eine Original-Filmmusik, aber sicherlich das erste Werk eines Komponisten seiner Statur in diesem Genre. Jean Bonnerot, zeitweise Sekretär und Biograf von Saint-Saëns erzählt, dass er die Musik „Szene für Szene vor der Leinwand“ erarbeitet habe. Die Partitur verknüpft kleine dramatische Details zu einer groß angelegten musikalischen Form, in einer Qualität, wie sie später während der Stummfilmzeit selten wieder erreicht wurde. Bei Vorführungen wurde dann die Musik zu dazugehörigen Szenen von einer Grammofonplatte abgespielt. Bis dahin war es üblich, dass Stummfilme von Musikern – meist am Klavier – improvisierend musikalisch begleitet bzw. untermalt wurden.

### Premiere
Die Uraufführung, die mit einer gut organisierten Werbekampagne in der Zeitschrift L´Illustration angekündigt worden war, fand am 17. November 1908 im Salle Charras statt. Das Dirigat des Orchesters hatte Saint-Saëns, wie wir ebenfalls von Bonnerot wissen, vor der Premiere an Fernand Le Borne übertragen, weil er wegen des nahenden Winters Paris verlassen wollte.

### Rezeption
Am 20. November 1908 gab man vor einem ausgewählten Publikum eine private Vorführung im West-End-Theater in London. Im Verleih der Pathé Frères wurde dann das Werk am 5. Dezember 1908 in Dänemark uraufgeführt, weitere Erstaufführungen folgten in zahlreichen europäischen Staaten. Die Premiere der deutschen Fassung fand dann einen Monat nach der Premiere in Paris im Rahmen des Weihnachtsprogramms des Klagenfurter-Reform-Kinematographen statt. Am 17. Februar 1909 brachte Pathé den Film in den Vereinigten Staaten heraus, allerdings in einer deutlich gekürzten Version. Man kann daher auch annehmen, dass die Filmmusik nicht zum Einsatz kam; entsprechende Aufzeichnungen fehlen. Eine besondere Premiere fand offenbar nicht statt und Pathé begnügte sich mit einer Annonce im Fachmagazin The Moving Picture World. Nach fünf Wochen nahm das Unternehmen den Film wieder aus dem Programm, denn weder waren Film und Musik für die Nickelodeon-Kinos geeignet, noch war der Stoff für das durchschnittliche amerikanische Publikum von sonderlichem Interesse. Dennoch genossen die französischen Filmschaffenden jenseits des Atlantiks einen guten Ruf und der Streifen wurde trotz des kommerziellen Misserfolgs von den Kritikern ausführlich rezensiert. Sie bescheinigten dem Film im Vergleich mit US-Produktionen bessere Fotografie, Schauspielkunst und Dramaturgie. Den größten Erfolg hatte der Film zweifellos in Frankreich und rief dort viele Nachahmer auf den Plan. Er begründete ein eigenes Genre, das als „film d’art“ den Namen der Stil prägenden Produktionsfirma erhielt.
| Bulgarien | Убийството на Дук дьо Гиз       | Finland | Guisen herttuan murha       | Portugal | O Assassinato do Duque de Guise        |
| Brasilien | O Assassinato do Duque de Guise | Ungarn  | Guise herceg meggyilkolása  | Russland | Убийство герцога де Гиза               |
| Dänemark  | Hertugen af Guises Mord         | Polen   | Zabójstwo ksiecia Gwizjusza | USA      | The Assassination of the Duke de Guise |

### Künstler

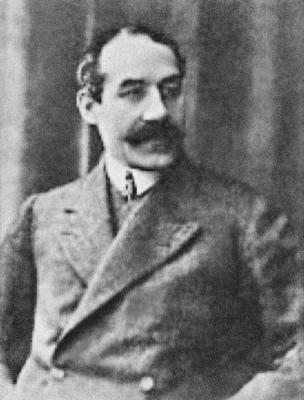
André Calmettes Regie
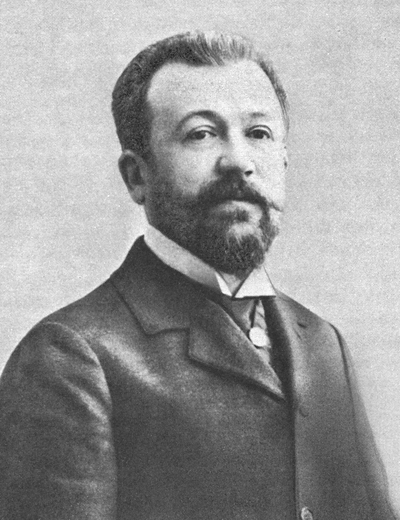
Henri Lavedan Drehbuch
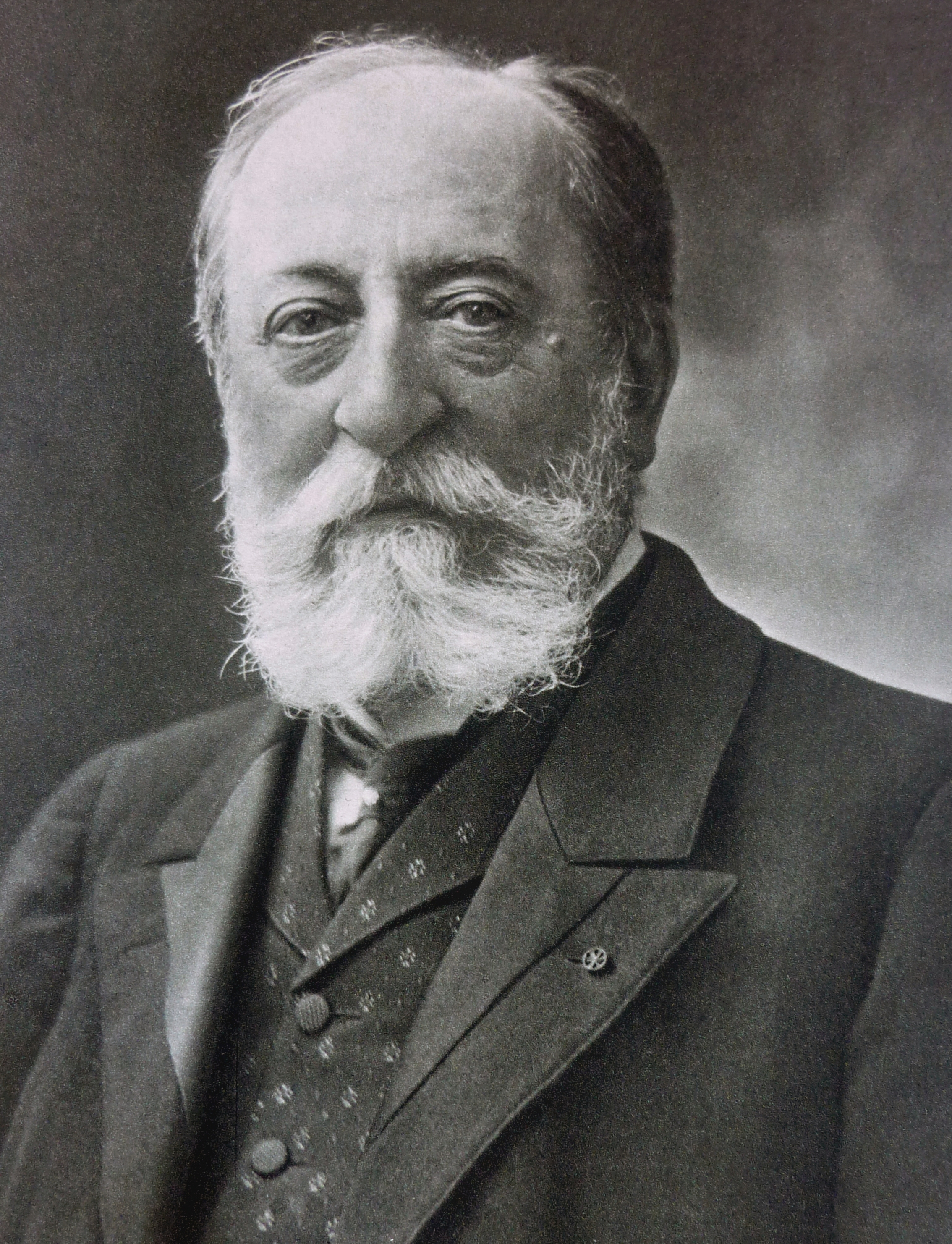
Camille Saint-Saëns Musik
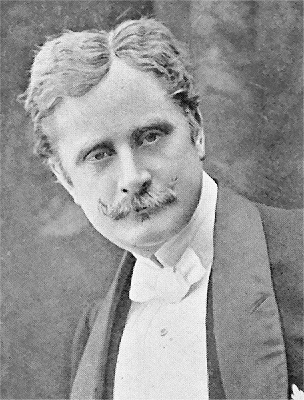
Charles Le Bargy Henri III. + Co-Regie
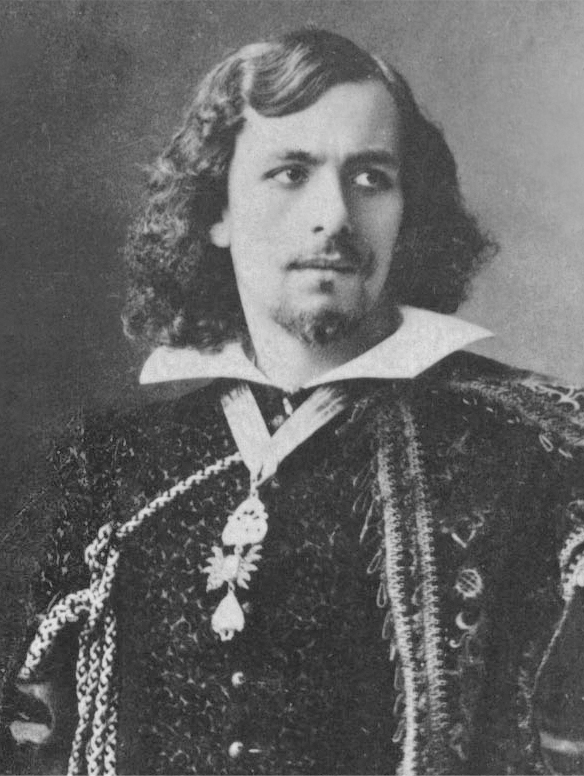
Albert Lambert Henri de Guise
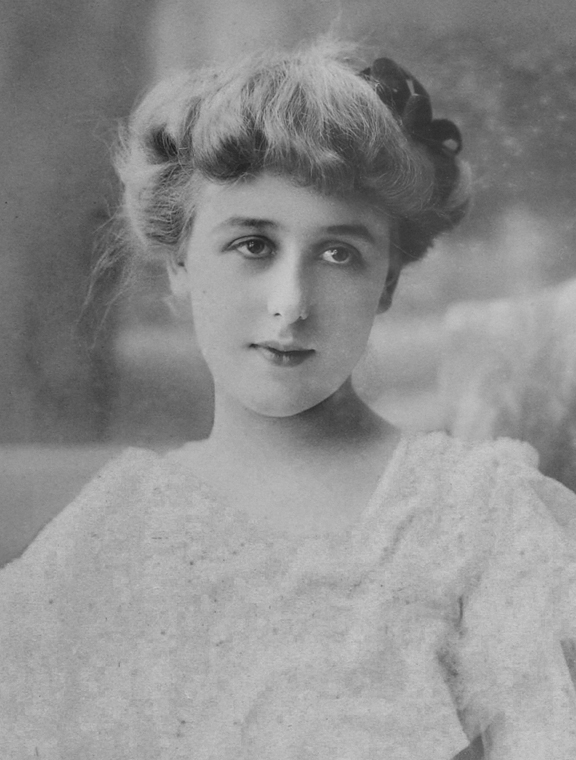
Gabrielle Robinne Charlotte de Sauve
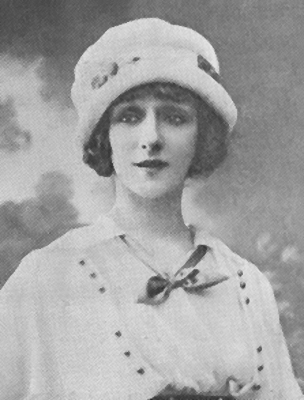
Berthe Bovy Page
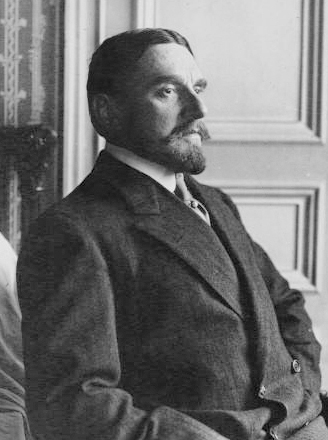
Raphaël Duflos
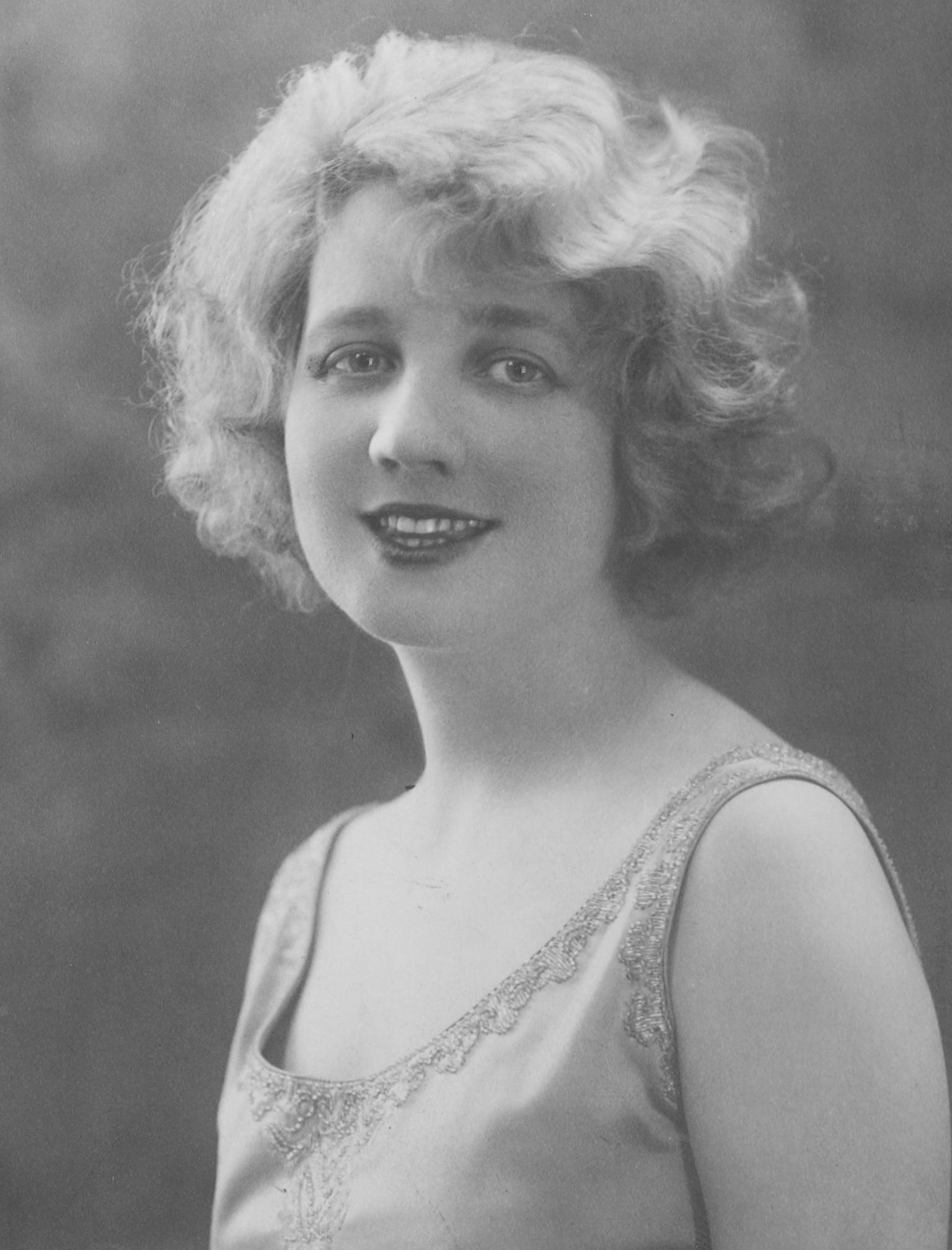
Huguette Duflos
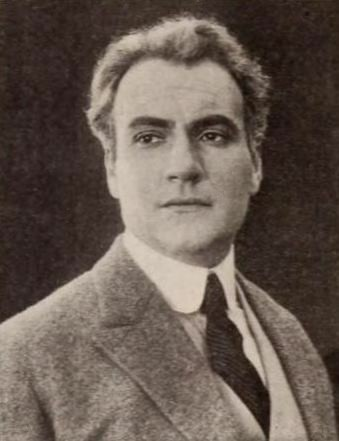
Jean Angelo
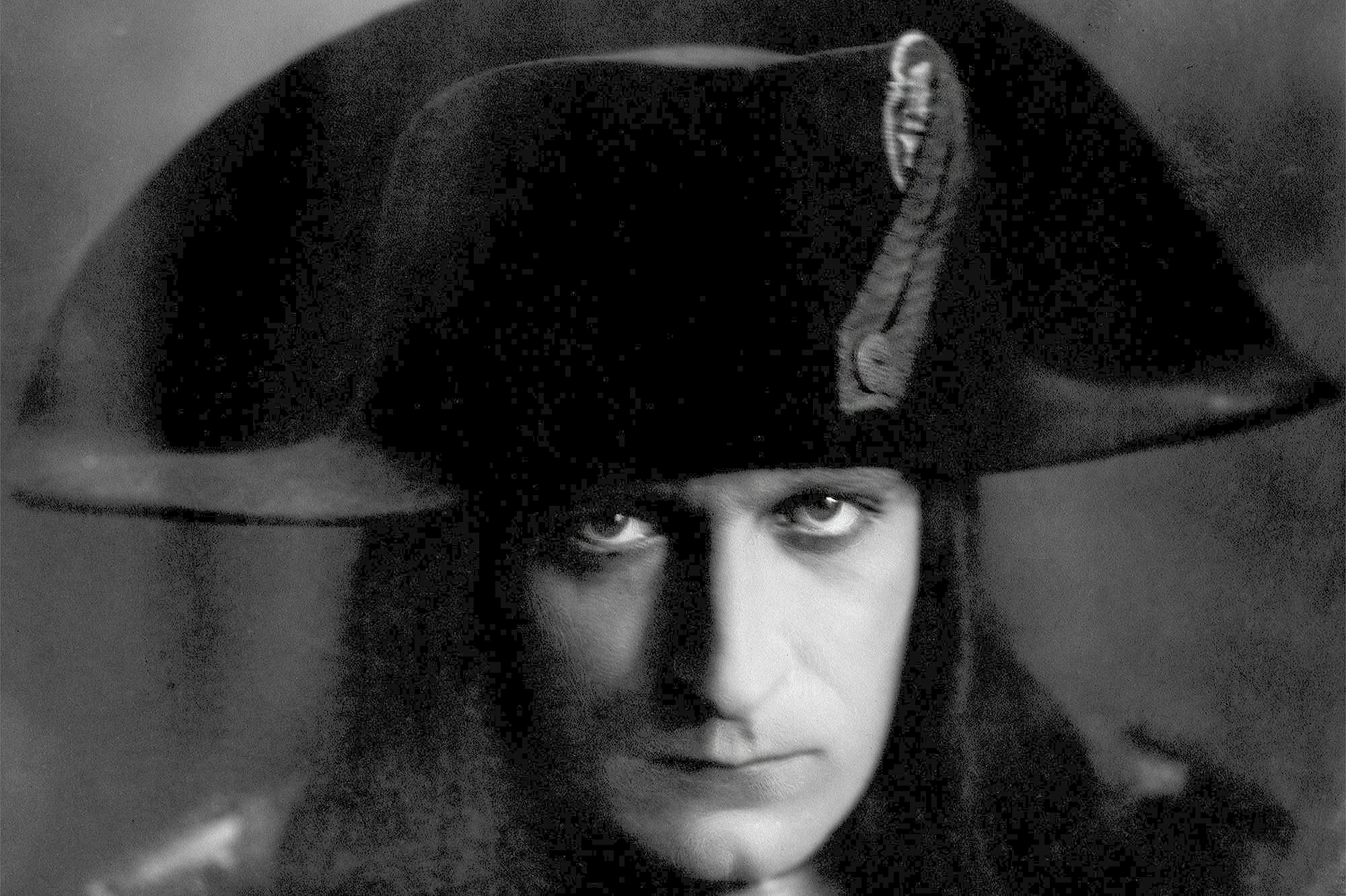
Albert Dieudonné

## Handlung

### Vorlagen
Der Film versucht die Geschehnisse am Morgen des 23. Dezembers 1588 wiederzugeben. König Heinrich III. hatte seinen mächtigen Rivalen, den dritten Herzog de Guise, Henri de Lorraine in die königlichen Gemächer im Schloss von Blois bestellt. Dort wurde der Anführer der Katholischen Liga von Mitgliedern der königlichen Leibwache „les Quarante-cinq“ mit Dolchstößen brutal ermordet.
Bereits 1809 veröffentlichte der französische Schriftsteller François-Juste-Marie Raynouard eine Tragödie unter dem Titel „Les États de Blois ou la mort du duc de Guise“ (Die Generalstände von Blois oder der Tod des Herzogs von Guise). 1835/36 verarbeitete der französische Komponist George Onslow den Stoff zu seinem dritten und letzten Bühnenwerk. Das Libretto für „Le duc de Guise ou les États de Blois“ lieferten Eugène de Planard und Jules-Henri de Saint-Georges. Die Premiere des Drame lyrique in drei Akten fand am 8. September 1837 in der Opéra-Comique in Paris statt. In vielen Details scheint sich der Drehbuchautor aber am Geschichtswerk L’Histoire de France des französischen Historikers François Guizot zu orientieren.

### Gliederung
Der Film unterteilt sich in drei Akte bzw. Szenen und neun Einstellungen. Die einzelnen Szenen, die durchweg in der Halbtotalen (engl.Long-Shot) aufgenommen sind, werden fast immer mit erklärenden Zwischentiteln eingeleitet. Während in den beiden ersten Szenen nur eine Aufnahmeposition verwendet wird, setzt sich die dritte Spielszene aus sieben Einzeleinstellungen zusammen. Schnitttechnisch sind sie über das Schuss-Gegenschuss-Verfahren (engl. Shot-Reverse-Shot, Reverse-Angle-Shot bzw. Complementary-Two-Shot) miteinander verbunden. So entsteht beim Betrachter der Eindruck, dem Herzog zu folgen, während sich dieser durch verschiedene Räume des Schlosses bewegt.

### Inhalt nach Zwischentiteln
1. Der Herzog von Guise bei der Marquise de Noirmoutiers wird vor den schlechten Absichten des Königs gewarnt.
Originaltitel: Le Duc de Guise chez la Marquise de Noirmoutiers est averti des mauvais desseins du Roi.
Das Manuskript notiert: Im Schloss von Blois. Bei der Marquise von Noirmoutiers. Freitag, 23. Dezember 1588. Fünf Uhr morgens.
Die Geliebte des Herzogs betritt nach offenbar intimer Zweisamkeit mit ihrem Liebhaber aus einem Nebenzimmer die Bühne. Kurz blickt von dort der Herzog herein, ohne jedoch einzutreten, als es klopft. Die Marquise öffnet und ein Page kommt mit einem Brief herein. In dem Schreiben ist Folgendes zu lesen:
« Madame, gardez le Duc de Guise auprès de vous; qu’il n’aille pas au conseil, le Roi est sur le point de lui jouer un mauvais tour. »
Übersetzung: „Madame, halten Sie den Herzog von Guise in Ihrer Nähe; auf dass er nicht in den Rat gehe, der König ist im Begriff, ihm einen bösen Streich zu spielen.“
Nachdem der Page den Raum wieder verlassen hat, tritt der Herzog auf, der sich nach sorglosem Geschäker mit der Marquise aufmachen will, der Ort alsbald wieder zu verlassen. Sie versucht, ihn zum Bleiben zu bewegen. Als er sich nicht umstimmen lassen will, zeigt sie ihm den Brief, den er jedoch nicht ernst nimmt. Er unterzeichnet das Schriftstück mit den Worten: „il n’oserait!“ (deutsch: er würde es nicht wagen!). Dann umarmt er sie und geht ab.
2. König Heinrich III. bereitet die Ermordung des Herzogs von Guise vor.
Originaltitel: Le Roi Henri III prépare l’assassinat du Duc de Guise.
In seinem Schlafgemach schmiedet König Heinrich am Mordplan gegen den Herzog von Guise. Er erwartet Vertreter seiner Leibgardisten, die er zu seinen Mitverschwörern machen will. Als diese eintreten, ist er zunächst misstrauisch und fürchtet den Verrat seines Komplotts durch mögliche Spione, die sich im Vorzimmer aufhalten könnten. Nachdem sich seine Befürchtung als unbegründet herausgestellt hat, legt er seinen Plan dar, der von den Gardisten mit Hurra angenommen wird. Die Männer, die zur Bekräftigung ihrer Gefolgschaft die Klingen ihrer Degen gekreuzt emporhalten, lässt der König zusätzlich auf das heilige Kreuz schwören. Anschließend verteilt er drei Dolche, die er zum Niederstechen des Herzogs bereitgehalten hat. Dann schickt er die Attentäter, bis auf einen, fort. Es handelt sich dabei nach den Angaben im Manuskript um den Minister des Königlichen Hauses Louis de Revol, den der König beauftragt, den Herzog zu sich zu bitten.
3. Der Saal der Ratsversammlung. Der König lässt den Herzog von Guise rufen.
Originaltitel: La salle du conseil. Le Roi fait demander le Duc de Guise.
Im Saal des Rates sitzen die Vertreter der Generalstände (frz. États généraux) zusammen und diskutieren, als der Herzog von Guise eintritt. Er wird von seinem Bruder, dem Kardinal von Lothringen, herzlich empfangen und beteiligt sich am ungezwungen Geschehen, als der Gesandte des Königs erscheint. Augenblicklich nehmen die Anwesenden eine ernste Haltung an. Der Bote übermittelt mit mehreren Verbeugungen den Ruf des Königs. Der Herzog will dem unverzüglich nachkommen und verabschiedet sich ebenso freundlich, wie er aufgenommen wurde.
4. Die Wachen des Königs (die Fünfundvierzig) erstechen Henri de Guise.
Originaltitel: Les gardes du Roi (les quarante-cinq) poignardent Henri de Guise.
Der Bote hat den Herzog bis ins Schlafzimmer des Königs begleitet. Heinrich III. hält sich jedoch hinter den Vorhängen seines baldachinüberspannten Bettes verborgen. Von hier beobachtet er die Geschichte und gibt dem Boten, von Henri de Guise unbemerkt, Anweisungen den Herzog in einen Nebenraum zu führen. Von hier gelangt er in einen weiteren Raum, in dem seine Mörder warten. Der Herzog fühlt sich unter ihnen unbehaglich. Als er das Zimmer wieder verlassen will, stürzen sie sich hinterrücks auf ihn. Er versucht zu fliehen, wird von zwei Stichen schwer verletzt und von der Meute bis ins königliche Schlafzimmer verfolgt, wo er mit einem dritten Dolchstoß vor dem Bett des Königs niedergestreckt wird.
5. Henri III versichert sich über den Tod des Herzogs von Guise.
Originaltitel: Henri III s’assure de la mort du Duc de Guise.
Heinrich III. blickt aus seinem Versteck. Stolz präsentieren die Attentäter ihr Verbrechen und der König überzeugt sich vom Tod seines Rivalen.
6. Er ist tot noch größer als lebendig
Originaltitel: „Il est encore plus grand mort que vivant“
Der Text des Zwischentitels geht auf einen Ausspruch des Königs zurück, der einer Legende nach gerufen haben soll: „Mein Gott, wie groß er ist, wie groß er ist! Er sieht tot noch größer aus als lebendig!“ Es sieht beinahe so aus, als könne der König es nicht glauben und er scheint beinahe Angst vor dem Toten zu haben. Als die Leiche von seinen Handlangern aufgerichtet wird, erschrickt er heftig, weil er meint, noch Leben darin entdeckt zu haben. Ungläubig lässt er den Toten auf Herztöne abhören und mithilfe eines Spiegels untersuchen, ob noch Atmung feststellbar ist. Erst nachdem alle Zweifel zerstreut sind, wird ihm bewusst, was geschehen ist und erleidet fast einen Zusammenbruch. Seine Männer stehen ihm bei. Er versucht, seinen Schwächeanfall herunterzuspielen. Man merkt aber, welch große Last von ihm abgefallen ist. Rasch gewinnt er seine Tatkraft zurück und beginnt mit seinen Helfershelfern die Habseligkeiten seines Opfers zu durchsuchen. Dabei wird eine Notiz gefunden, worin es heißt:
« Pour entretenir la guerre en France il faut 700000 écus par mois. »
Übersetzung: „Um den Krieg in Frankreich aufrechtzuerhalten, werden monatlich 700.000 Écus benötigt.“
Diese Nachricht macht den König sehr wütend, denn sie bringt de Guise mit dem spanischen Feldzug gegen Frankreich im Achten Hugenottenkrieg in Verbindung und erlaubt es, die Verschwörung nachträglich zu rechtfertigen und lässt den Herzog als Hochverräter erscheinen. Diese Deutung ist aber geschichtlich nicht gesichert. Außer sich vor Wut, doch immer noch mit großer Furcht versetzt der König der Leiche einen Tritt, lässt sie verstümmeln und fortschaffen. Die Gardisten packen die sterblichen Überreste des Herzogs und verabschieden sich von ihrem Herrn, der kniend auf eine Betbank niederfällt, sobald der Letzte gegangen ist.
7. Die Leibgarden
Originaltitel: Le corps du garde
Die abschließende Szene spielt im Aufenthaltsraum der Leibgarden, als die Mörder mit der Leiche des Herzogs hereinkommen und sie auf einer Truhe vor einem offenen Kamin aufbahren. Sie bekreuzigen sich und legen ein Kreuz auf den Toten. Ob aus Furcht, Abscheu oder Respekt bleibt unklar. An dieser Stelle endet das erhaltene Filmmaterial, die folgenden makabren Szenen sind verschollen. Im Folgenden wird der Leichnam in den Kamin gelegt, um ihn zu verbrennen und eine mögliche Totenverehrung seiner Anhänger zu verhindern. Während dieser Szene betritt eine Dame den Raum. Es ist die Marquise de Noirmoutiers, die voller Verzweiflung durch die Gruppe der Männer bricht, die versuchen, sie vom Näherkommen abzuhalten. Sie erblickt den Leichnam auf dem Scheiterhaufen. Ein Mann mit einer schwarzen Maske erscheint. Als er sie abnimmt, fällt die Marquise in Ohnmacht. Der Mann hinter der Maske ist König Henri III. selbst.

### Resümee
Die Handlung hält sich in weiten Bereichen sehr genau an die historischen Fakten, die anhand geschichtlicher Werke von Jules Michelet, Fransois Guizot und auch Henri Martin recherchiert wurden. Nur die Rolle der Marquise de Noirmoutiers wird sehr frei interpretiert. Sie wird richtigerweise als Geliebte des Herzogs dargestellt, nimmt jedoch gegenüber den überlieferten Sachverhalten eine sehr viel größere Rolle ein.

## Weitere filmgeschichtliche Verarbeitung
| Jahr | Titel                                       | Regie                           | Medium    |
| ---- | ------------------------------------------- | ------------------------------- | --------- |
| 1897 | Assassinat du duc de Guise                  | Georges Hatot, Alexandre Promio | Kino      |
| 1902 | L’Assassinat du duc de Guise                | Ferdinand Zecca                 | Kino      |
| 1956 | Si Paris nous était conté                   | Sacha Guitry                    | Kino      |
| 1959 | La Pavane de Blois                          | René Dupuy, Claude Dagues       | TV        |
| 1960 | L’Énigme Ravaillac, ou qui a tué Henri IV ? | Stellio Lorenzi                 | TV        |
| 1960 | L’Assassinat du duc de Guise                | Guy Lessertisseur               | TV        |
| 1967 | Jean de la Tour Miracle                     | Jean-Paul Carrère               | TV        |
| 1971 | L’Exécution du duc de Guise                 | Pierre Bureau                   | TV        |
| 1978 | Le Tumulte d’Amboise                        | Serge Friedman                  | TV        |
| 1978 | La Guerre des trois Henri                   | Marcel Cravenne                 | TV        |
| 1989 | Catherine de Médicis                        | Yves-André Hubert               | TV        |
| 1990 | Der kleine Tod der feinen Damen             | Jean Charles Tacchella          | Kino      |
| 2010 | Henri 4                                     | Jo Baier                        | TV + Kino |